# Muhammad Rashid Rida
Muhammad Rashid Rida (n. 18 octombrie 1865, Al-Qalamoun⁠(d), Guvernoratul Liban de Nord, Liban – d. 22 august 1935, Cairo, Egipt; posibil născut în 18 octombrie 1865; arabă: محمد رشيد رضا) a fost un reformist islamic din secolul XIX, respectiv XX. El face parte din generația modernizatorilor islamici reprezentată de Jamal al-Din al-Afghani și Muhammad Abduh și reprezintă ultimul intelectual din acest val.

## Perioada modernistă
Născut la Al-Qalamoun, lângă Tripoli, Liban el va fi descoperit de Muhammad Abduh în anul 1894, va fi adus de către acesta în Egipt în anul 1897. Rida va fonda revista revista al-Manar un an mai târziu în 1898. Spre deosbire de predecesorii săi, el nu va avea un parcurs intelectual previzibil și coerent și nu se va forma în Occident sau în contact cu o cultură europeană, pentru a deveni ulterior un promotor al sincronizării culturale dintre Vest și Orient. Odată intrat sub influența lui Abduh, va traversa o etapă relativ modernistă și va susține chiar teoria evoluționismului, o idee extrem de îndrăzneață la acea vreme în spațiul islamic.
Rida va fi în prima parte a vieții un adept al ordinelor sufite, propunându-și să trăiască în disciplina unei astfel de organizații mistice (sufismul fiind descris prin ritualuri și dansuri sofisticate, asemenea dervișilor rotitori), însă se va îndepărta de această versiune a religiei musulmane, fiind oricum o versiune islamică criticată de ceilalți reformiști și considerată o îndepărtare de puritatea religiei salafilor.

## Moartea lui Abduh și wahabbismul
După moartea lui Abduh în 1905, Rida va accede către un salafism mai rigid în urma contactelor tot mai dese cu wahabbismul saudit. Contextul istoric și evenimentele ce se petreceau în acel început de secol vor contribui din plin la această transformare a sa iar abolirea Califatului în 1924 de către Mustafa Kemal Atatürk și conflictul dintre arabii palestinieni și evrei cauzat din pricina emigrării celor din urmă în Eretz Israel îl vor determina de asemenea către această poziție (el fiind un anti-sionist activ).
De asemenea, regimurile socialiste ale lui Nasser și Sadat vor împinge tot mai mult intelectualii religioși din Egipt către Arabia Saudită și implicit wahabbism. Dialogul astfel stabilit dintre salafism și wahabbism va fi unul structurat, cu alte cuvinte, iar începutul său poate fi detectat în gândirea lui Rashid Rida.
Trecerea lui Rida dinspre modernismul lui Abduh către rigiditatea wahabbită nu a fost o întâmplare, el devenind după moartea lui Muhammad Abduh protejatul lui Ibn Saud, regele și fondatorul Arabiei Saudite, care va folosi revista lui Rida, al-Manar, pentru a-și promova ideile în întreaga lume islamică. Rida va propaga, în aceste condiții, poziții antiotomane și filoarabe atipice pentru predecesorii săi: „Cea mai mare glorie în cuceririle musulmane revine arabilor, căci prin ei religia a crescut și a ajuns măreață: baza pe care au construit este cea mai puternică, lumina lor strălucește cel mai tare”.

## Idei
Pentru Rashid Rida, progresul științific și tehnologic nu este incompatibil cu nicio religie, deci nici cu islamul, indiferent de severitatea sa teologică. Trei elemente predispun musulmanii către modernitate, din punctul său de vedere: tensiunea morală continuă generată de jihad (înțeles în acest context ca lupta cu sine pentru autoperfecționare); accentul pus pe comunitate, pe Umma - deci caracterul său profund social; în sfârșit, existența unui criteriu infailibil al adevărului în problemele religioase - și anume aplicarea metodei salafiste, întrebându-te, pur și simplu, cum ar gândi și acâiona însoțitorii Profetului în orice ocazie.
Una dintre cele mai importante teme abordate de RIda este reprezentată de problema Califatului, care se prăbușea sub ochii săi. Considerând că otomanii nu au nici un argument pentru a păstra demnitatea de  calif, Rashid Rida susținea în articolele sale din al-Manar că numai un sayyid, un urmaș al Profetului, din clanul Qurayshit, poate fi calif legitim. El propune chiar înființarea unei universități dedicate exclusiv sayyizilor pentru a educa elitele noului stat islamic.